# Borken (Hesse)
Borken é um município da Alemanha, situado no distrito de Schwalm-Eder, no estado de Hesse. Tem 82,3 km² de área, e sua população em 2019 foi estimada em 12.610 habitantes.